# Dokou Zavgaïev
Dokou Gapourovich Zavgaïev (en russe : Доку́ Гапу́рович Завга́ев ; en tchétchène : Завгаев Докка ГӀапу́рович), né le 22 décembre 1940 à Beno-Iourt (Union soviétique), est un homme politique soviétique puis russe connu pour avoir été le dernier dirigeant de la RSSA de Tchétchénie-Ingouchie (1990-1991) ainsi que le chef du gouvernement tchétchène pro-russe (1995-1996) pendant la première guerre de Tchétchénie, ce qui lui valut d'être surnommé « le steward » par ses détracteurs. 